# 国民革命军第二十一军
国民革命军第二十一師，是国民革命军川军系统的一个军。

## 沿革
1926年12月7日，川军第2军响应国民革命军北伐，被国民政府改编为国民革命军第二十一军：
- 军长刘湘
- 第1师，唐式遵任师长
- 第2师，李雅材任师长
- 第3师，王陵基任师长
- 第4师，王缵绪任师长
- 第5师，向成杰任师长
- 第6师，潘文华任师长
- 第7师
- 第8师
- 直属1个旅
- 两个游击司令部

1928年8月，根据国民政府编遣会议的决定，该军原有8个师、1个旅、两个游击司令部缩编为3个师：
- 第1师，唐式遵任师长，蓝文彬任副师长
- 第2师，王缵绪任师长，潘文华任副师长
- 第3师，刘湘兼任师长，王陵基任副师长

1929年3月参加蒋桂战争，该军被编入第7路军，刘湘任总指挥，讨伐武汉桂系军队。1930年2月，刘湘被南京国民政府任命为四川善后督办，奉令对四川各军全权编遣。1930年10月，爆发刘湘、刘文辉争夺四川的二刘战争，刘湘打败刘文辉，夺得川北、上川东、下川南等地区的30多个县，该军先后收编刘文辉部第二十四军的3个旅和第二十军的陈兰亭、廖泽2个师。1931年初，该军以支援第二十军为名，进占了广安、渠县。3月，该军第3师进占合川，驱走了第二十八军邓锡侯部的陈书农师。此时，该军下辖6个师和川东3个边防路军：
- 第1师，唐式遵任师长
- 第2师，王瓒绪任师长
- 第3师，王陵基任师长
- 第4师，范绍曾任师长
- 教导师，潘文华任师长
- 模范师，刘湘兼任师长
- 川东边防第1路，陈兰亭任司令
- 川东边防第2路，穆瀛洲任司令
- 川东边防第3路，魏楷任司令

该军又参加了与刘文辉、田颂尧等军阀在四川的混战。该军实力最强时发展到9个师，5个独立旅、4路边防司令部、3路警备司令部、1个城防警备司令部、1个独立支队。1933年10月至1935年4月，该军先后参加了对红四方面军“六路围剿”和围追堵截中央红军长征。
1935年5月，国民政府对川军进行整编，由于该军兵力过多和编制过大，所属部队被分编为第二十一、第二十三、第四十四军共3个军。1935年10月，刘湘升任川康绥靖公署主任兼四川省政府主席。
- 军长唐式遵
- 副军长范绍增
- 参谋长刘熙鉴
- 第1师，饶国华任师长
- 暂编第2师，师长彭诚孚
- 第4师，师长范绍增（兼）

1937年7月抗战爆发。1937年7月8日上午8时川康整军第二次大会在重庆上清寺花园举行。该军整编为：
- 第145师，师长饶国华，参谋长曾南飞
  - 第433旅佟毅
  - 第435旅孟浩然
- 第146师，师长范绍增兼任（後刘兆藜），参谋长张六师
  - 第436旅（旅长廖敬安）
    - 第872团（团长林绍成）
- 独立第13旅，田冠五任旅长；
- 独立第14旅，周绍轩任旅长。
- 第162师：原刘湘集团所属第1、第4师和暂编第2师各一部合编组建。彭诚孚任师长

7月10日，刘湘返成都即电呈中央、蒋委员长，请缨抗战。同时通电全国，吁请团结一致，抗击敌寇。8月7日，四川省主席刘湘奉中央电令，由成都飞南京出席国防会议，刘湘力主全国团结一致对外抗战，并表示抗战局面开展后，决以四川的人力、财力，贡献国家，声称：“四川可出兵三十万，供给壮丁五百万，供给粮食若干万石”。8月20日国民政府军事委员会决定设立五个战区和四大预备军，川军为第二预备军，辖两个纵队。并发表第二预备军司令长官刘湘，副司令长官邓锡侯，担任平汉铁路方面的作战任务。辖：
- 第一纵队司令邓锡侯（兼），副司令孙震;
- 第二纵队司令唐式遵，副司令潘文华;

9月5日上午9时，四川各界民众欢送川军出川抗敌大会，在成都少城公园大光明电影院举行。
1937年9月21日，军长唐式遵奉命率第145师、第146师和独立第13旅、独立第14旅出川抗战，第162师留驻守成都。10月14日，刘湘派卢作孚等到南京面见蒋介石，要求川军集中使用，统一由刘湘指挥，负责一个方面的作战。桂系李宗仁、白崇禧也建议蒋介石给予刘湘战区司令长官的任命。10月15日，蒋介石在李宗仁、白崇禧的建议下，改任刘湘为第七战区司令长官兼第二纵队司令，唐式遵为第二纵队副司令。当日刘湘命令所属各部队到重庆、万县一带集中，候轮东下。11月12日日军占领上海。11月12日刘湘到达南京，在南京锏银巷川康绥靖公署驻京办事处后在赤壁路15号（今赤壁路小学）成立了第七战区司令长官部，改住宁海路2号，随即觐见蒋介石，请示军政大计。11月13日，蒋介石命令：“第二纵队全部奉命即开南京附近，集结待命。”刘湘下令：“一四四师、独立十三旅、第二纵队部、一四八师、一四七师，庚即乘平汉、陇海、津浦铁路火车集结南京浦镇，一四五师、一四六师、独立十四旅船运汉口后，直接船运芜湖登陆，拱卫首都南京。”11月18日第二纵队司令部到达南京。第三战区司令长官蒋中正兼、顾祝同代理、何健副之，前敌总司令陈诚，首都卫戍军司令长官唐生智，总预备军司令长官刘湘。11月19日，蒋介石发布作战命令：着刘（湘）司令长官所部，以主力在广德，一部在溧阳间集结，并以一师以上兵力接防长兴、宜兴间任太湖之警戒。第七战区司令长官刘湘当即命令：在京之郭（勋祺，第144师）、杨（国桢，第147师）、陈（万仞，第148师）三师迅速取道京杭国道，向泗安、长兴、宜兴一带前进;在芜湖之饶（国华，第145师）、刘（兆藜，第146师）两师取道宣城，向广德前进。11月23日，第二纵队司令唐式遵到达广德附近，接奉刘湘命令：第二纵队应占领安吉、长兴之线，以协同友军作战。是日先到广德之第146师推进至安吉附近，占领阵地;第145师尚在宣城、广德道上行进中，第144师、第147师、第148师在京杭道上行进中。第二纵队副司令潘文华率第145师的先头部队第433旅（旅长佟毅）到达广德。第145师师长饶国华为掩护友军安全撤退，令先头部队第433旅第865团（团长戴传薪）推进至泗安，占领阵地。
11月下旬第二十一军进抵皖南广德、泗安一带，牵制、阻截从太湖流域进攻南京的日军。唐式遵遂派饶国华师守广德。不久，无锡、江阴、武进相继失守，11月22日，日军牛岛师团由飞机大炮掩护，由太湖分乘百余艘汽轮，橡皮艇侵入宜兴、长兴，尔后分兵两路准备抢占泗安，直扑广德。日军采取用重火器猛烈破坏中方工事，出动27架飞机轮番轰炸。步兵在重炮、机枪掩护下发动进攻。饒國華指挥第433旅佟毅部在广德前方约60里的泗安占领阵地，于11月27日与日军展开战斗。日军依靠装备优势于30日攻陷泗安。与此同时，日军主力沿吴嘉公路直奔广德，饶国华得知后率领第433旅奔赴广德前方约五里的界牌，阻击日军，饶国华到前线督战。日军不断从东洞庭山、西洞庭山调部队增援。在激战中双方均损失惨重，不久，中方从宣城至广德的铁路干线被日机炸毁，补给中断，饒所部被日军三面合圍，11月30日，日軍占领广德。饶国华受命组织反攻，但其手中只剩下一营士兵，被日军包围于十字铺据点，日军派使劝降，饒國華在给第七战区司令长官刘湘写了绝命书后自戕。
1938年6月，该军在参加武汉会战，固守长江南岸。1939年2月4日，该军隶属于第23集团军，军长唐式遵升任第三战区副司令长官兼第23集团军总司令，第二十三军副军长陈万仞转任该军军长，刘熙鉴任副军长；同时撤编第二十三军，原辖第147师，第148师分别编入第二十一军；该军第145师调归第五十军。该军在长江以南东起芜湖、荻港，西至鄱阳湖东南湖口，参加1939年冬季攻势作战（安慶蕪湖戰鬥）。1940年初攻克日军马当要塞。参加第二次长沙会战。1941年春，陈万仞调驻屯溪，任第23集团军副总司令兼21军军长。1942年1月第23集团军副总司令刘雨卿兼任军长，周绍轩任副军长。下辖部队调整为第145师、第146师、第147师。1942年5月，该军参加了浙赣会战后驻守江西贵溪整训。1942年该军第148师与第五十军第145师对调。1945年，该军奉命整编，第147师被裁减，另将第五十军新编第7师拨归该军建制：
- 第145师，师长凌谏衔
- 第146师，师长戴传薪
- 新编第7师，师长黄伯光

1946年5月，该军改编为整编第21师，师部驻昆山，编余大批军官，年纪大的直接退役，45岁以下的进杭州第12军官总队受训：
- 师长刘雨卿
- 副师长 岳星明/戴传薪
- 师参谋长江崇林
- 整编第145旅，旅长凌谏衔，参谋长林雪谷，驻守镇江至苏州一线。
- 整编第146旅，驻守上海，旅长戴传薪/岳星明，副旅长兼参谋长李前荣，副旅长马国荣。旅部设在江湾东五角场，旅长办公室设在上海四达路兴亚新邨6号。
- 新编第7旅，驻守苏中南通至靖江、泰州一线。旅长黄伯光，副旅长田从云、黄恒仁，参谋长戴杰夫。1946年7月参加苏中作战，旅部及所辖两个团被歼灭，该旅番号被撤销，余部被改编为整编21师独立团，团长何军章。

该部利用进攻苏中苏北解放区的时机，第145旅控制的苏中地区大肆收购当地粮食和棉花，运到第146旅驻守的上海倒卖牟利，引出了蒋经国上海“打老虎”。为此，免去了戴传薪第146旅旅长职务，调任整编第21师副师长，整编第21师副师长岳星明调任第146旅旅长。1947年二二八事件后，3月7日开始，整编第21师师部和第146旅陆续从上海与第202师交接换防乘船开赴台湾，第145旅则从盐城到连云港乘船开赴台湾，改隶台湾警备总司令部。第146旅直属部队（迫击炮营、工兵营、通讯连、搜索排）和警察局、宪兵队为新竹第一绥靖分区，指挥所设在新竹警察局。
1947年10月，原第二十一军第147师少将师长傅秉勋编余后进入陆军大学将官乙级班第二期毕业出任整编第21师少将副师长，到任后发现该整编师军需处长李砥平给师参谋长江崇林在南京买了一座小楼，就追问钱从哪来？李砥平不敢实说，吞枪自尽。蒋介石命令整编第21师全部调回上海、南通，进行彻查。整编第21师师部和第146旅驻南通，第145旅驻上海，副旅长以上军官全部接受审查，提拔第146旅第438团团长骆周能和第146旅第436团团长曾厚泽分别升任第145旅和第146旅副旅长实际主持2个旅的工作。11月11日，国防部保密局报告，破获上海大华企业公司（负责人忻元锡）是解放区华中银行、苏北货管局等在上海的联合办事处，其主要业务就是负责为解放区换购销运军需物资，抓获二十人（忻元锡逃脱），缴获帆船二艘，黄金、股票、美钞、西药、电料、枪支、弹药、棉布、颜料等各种物资，总价值约八十亿元法币。1947年11月29日台湾警备总司令彭孟缉报告，整编21师参谋薛运章，勾结台民李来旺、陈福信，盗拆电力公司马仑地区电线一千公斤，及乌来变电所钢索二千公斤售与闽南旅社经理江元亨，得款台币三十四万元，并由第21师发给证明书，被台中市警察局侦破，据李来旺供称，与刘师长有往来，挖掘物资系奉刘雨卿师长的命令；第21师辎重营长丁武锋、连长王树林，勾结台民陈玉连，搬运明治温泉电力公司大甲溪发电所器材、分道铁轨等物资，也都有第21师证明书；第21师145旅，盗卖白冷、东邜溪、谷關等处松根油釜等物资，有该旅迫击炮营长萧厚德证明书。1948年1月13日，国民政府参军长薛岳报告，整编第21师师长劉雨卿，曾以预领该师两月经费，购买棉纱布类运台，后因台湾棉纱价过低，又运回上海，并盗卖台湾发电所器材，约值数千万元，并贿放“二二八事变”钟添灯等人，拟将劉雨卿革职，交军法讯办；第21师其他涉案人员一并撤职，押解来京交军法讯办。蒋介石认为劉雨卿在抗战、皖南事变剿共、戡乱（平定台湾“二二八”事变）都有功劳，所以批示暂缓。1948年1月18日，薛岳再次呈报第21师师长劉雨卿盗卖公物，纵属不法，拟革职交军法讯办。经奉，钧批：暂缓。兹为求整饬纪律，安抚民心，起见，除刘师长部分暂缓外，对于该师辎重营长丁武锋等拟仍请准饬押解来京，交军法局，依法讯办。1948年1月20日，蒋介石批示：如拟。不久，师长劉雨卿调任重庆警备司令部中将司令；少将副师长戴传薪调任国防部少将部员，后派国防部东北战地视察组少将副组长兼少将视察官，后改任重庆第二、第八训练处少将副处长；少将副师长傅秉勋调任整编第104旅少将旅长；少将参谋长江崇林调任国防部少将部员，后改任整编第74师（师长邱维达）少将参谋长；整编第49师中将副师长、沈阳防守中将副司令官王克俊调任整编第21师中将师长，刘颍悟上校随其调升为少将参谋长，吴泽炫上校调任上校副参谋长。第145旅少将旅长凌谏衔升任整编第21师少将副师长；少将副旅长严仲翔调任国防部战地视察第一组少将视察官；少将参谋长李志熙升任少将旅长；第146旅少将旅长岳星明调任参谋总长（顾祝同）办公室少将副主任；少将副旅长马国荣调任国防部战地视察第九组少将视察官；少将参谋长李前荣升任少将旅长。整编第21师排以上军官清一色变成了黄埔系被彻底中央化。由于上海和苏中苏北的大宗物资走私渠道被彻底摧毁，上海的物资供应更加紧张，权势企业囤积居奇，物价飞涨，经济面临崩溃，不得不发行金圆券，实行货币改革，禁止黄金、白银、外币流通，并由蒋经国实行经济管制，用铁腕手段，到上海“打老虎”。  
1948年9月，恢复第二十一军番号，隶属第一绥靖区。
- 军长王克俊
- 第145师
- 第146师
- 第230师：新组建。拨归该军建制。师长骆周能。

1949年渡江战役前，布防江阴申港一带，该军增编第230师。阵地东接江阴要塞。渡江战役中，第230师师长骆周能以下2,000余人在江阴被俘，邓彦朝继任师长。上海战役时，5月24日晚汤恩伯下令第五十二军上船撤离上海，留下第二十一军接替防务。5月25日，王克俊把第230师残部留在上海市区，带主力第145师和第146师仅剩的3,000多人转进到舟山被裁撤番号。第230师残部在副师长许照的指挥下坚持到5月26日才带部队投诚。1949年5月27日，该军一部在淞沪警备区副司令官刘昌义率领下向解放军投诚。
1949年10月1日以华东撤退到四川的该军残部为基础重建第二十一军，隶属于西南军政长官公署，担任宜宾、成都地区的守备任务：
- 军长王克俊
- 第145师
- 第146师
- 第235师：11月5日拨属该军

1949年12月下旬，该军在宜宾、成都地区被歼灭。